# Papaipema marginidens
Papaipema marginidens är en fjärilsart som beskrevs av Achille Guenée 1852. Papaipema marginidens ingår i släktet Papaipema och familjen nattflyn. Inga underarter finns listade i Catalogue of Life.